# Ranunculus sardous
Espèce
Classification APG III (2009)
Ranunculus sardous, L’herbe de Sardaigne, est une espèce botanique, du genre Ranunculus et de la famille des Ranunculaceae.

## Étymologie
Cette Renoncule qui pousse en Sardaigne est à l’origine d’intoxications provoquant une sorte de crispation de la bouche, d’où l’expression du « sourire sardonique ». Les scientifiques et les historiens hésitent sur l’espèce de cette herbe à l'origine de l'expression : il pourrait s'agir de la Renoncule de Sardaigne ou l’œnanthe safranée.